# Тенсон корин
Тенсон корин (яп. 天孫降臨 Тэнсон ко:рин) — японский миф о схождении с Такамагахары (небесного мира) в Асихара-но Накацукуни (земной мир) богов и регалий японских императоров, переданных Аматэрасу её внуку Ниниги но Микото и помещённых в храм Исэ. После Тенсон корин у Ниниги но Микото и его жены, принцессы цветов Коноханасакуя-химэ, родился сын Хоори, один из прародителей императоров Японии. Ниниги но Микото сопровождало множество богов, но самые известные из них были: Омойканэ — синтоистский бог мудрости и разума, Амэ-но Тадзикарао — синтоистский бог с огромной физической силой, Амэ-но удзумэ — синтоистская богиня счастья, радости, танцев и театра (покровительница двух последних) и Ама-но Ивато-Вакэ-но ками (天石門別神) — синтоистский бог дверей и входов.